# Supercopa Europeia de 1980
A Supercopa Europeia de 1980 foi disputada entre Valencia CF e Nottingham Forest.

## Detalhes

### 1ª mão
| 25 de novembro de 1980 | Nottingham Forest | 2–1 | Valencia CF      | City Ground, Nottingham |
|                        | Bowyer 57', 89'   |     | Darío Felman 47' |                         |

|              |  |                |                               |
|              |  |                |                               |
| GK           |  | Peter Shilton  |                               |
| DF           |  | Viv Anderson   | Penalizado com cartão amarelo |
| DF           |  | Frank Gray     |                               |
| MF           |  | John McGovern  |                               |
| DF           |  | Larry Lloyd    | Penalizado com cartão amarelo |
| DF           |  | Kenny Burns    |                               |
| MF           |  | Ian Bowyer     |                               |
| FW           |  | Peter Ward     | 76'                           |
| MF           |  | Gary Mills     |                               |
| FW           |  | Ian Wallace    |                               |
| MF           |  | John Robertson | Penalizado com cartão amarelo |
| Substitutos: |  |                |                               |
| FW           |  | Raimondo Ponte | 76'                           |
| Treinador:   |  |                |                               |
| Brian Clough |  |                |                               |

|              |  |                   |     |     |
|              |  |                   |     |     |
| GK           |  | Carlos Pereira    |     |     |
| DF           |  | Ricardo Arias     |     |     |
| DF           |  | Ángel Castellanos | 41' |     |
| DF           |  | Daniel Solsona    |     |     |
| DF           |  | Javier Subirats   |     |     |
| MF           |  | Fernando Morena   |     |     |
| MF           |  | Pepe Carrete      | 76' |     |
| MF           |  | Manuel Botubot    |     |     |
| MF           |  | José Cerveró      |     |     |
| FW           |  | Enrique Saura     |     |     |
| FW           |  | Darío Felman      |     | 86' |
| Substitutos: |  |                   |     |     |
| FW           |  | Orlando Jiménez   |     | 86' |
| Treinador:   |  |                   |     |     |
| Pasieguito   |  |                   |     |     |

### 2ª mão
| December 17, 1980 | Valencia CF         | 1–0 | Nottingham Forest | Estadi Luis Casanova, Valencia |
|                   | Fernando Morena 51' |     |                   |                                |

|            |  |                     |  |
|            |  |                     |  |
| GK         |  | José Manuel Sempere |  |
| DF         |  | Ricardo Arias       |  |
| DF         |  | Miguel Tendillo     |  |
| DF         |  | Ángel Castellanos   |  |
| DF         |  | Daniel Solsona      |  |
| MF         |  | Javier Subirats     |  |
| MF         |  | Mario Kempes        |  |
| MF         |  | Fernando Morena     |  |
| MF         |  | Manuel Botubot      |  |
| DV         |  | José Cerveró        |  |
| DV         |  | Enrique Saura       |  |
| Treinador: |  |                     |  |
| Pasieguito |  |                     |  |

|              |  |                |                               |
|              |  |                |                               |
| GK           |  | Peter Shilton  |                               |
| DF           |  | Viv Anderson   |                               |
| DF           |  | Bryn Gunn      |                               |
| MD           |  | John McGovern  |                               |
| DF           |  | Larry Lloyd    |                               |
| DF           |  | Kenny Burns    |                               |
| MF           |  | Martin O'Neill | Penalizado com cartão amarelo |
| MF           |  | Raimondo Ponte |                               |
| FW           |  | Trevor Francis |                               |
| FW           |  | Ian Wallace    |                               |
| MF           |  | Colin Walsh    |                               |
| Treinador:   |  |                |                               |
| Brian Clough |  |                |                               |